# Lord Huron
Lord Huron est un groupe d'indie folk américain, originaire de Los Angeles, en Californie. Son premier album, Lonesome Dreams, est sorti en 2012 sur Iamsound aux États-Unis et au Royaume-Uni sur Play It Again Sam en janvier 2013,,,,. Suivent en 2015, 2018 et 2021 trois autres albums studio.

## Biographie
Le membre fondateur Ben Schneider commence à écrire de la musique dans sa ville natale, à Okemos, dans le Michigan. Schneider étudie les arts visuels à l'Université du Michigan, et finit ses études en France, avant de s'installer à New York où il a commencé à travailler pour un artiste. En 2005, Schneider déménage à Los Angeles. Le nom du groupe vient du Lac Huron, un lac que le fondateur du groupe Ben Schneider a visité durant sa jeunesse, et où il aurait passé ses soirées à jouer de la musique autour du feu.
En 2010, Schneider fonde Lord Huron comme un projet en solo, enregistrant ses premiers EPs tout seul et ajoutant régulièrement des membres pour l'aider à jouer pendant ses concerts. Il connaît la plupart de ces membres depuis son enfance.
Avec la sortie de son premier album studio, Lonesome Dreams, le 9 octobre 2012 ; le groupe sort aussi progressivement une série de clips, tous filmés dans le style des westerns des années 1970, pour lesquels Ben Schneider dit que c'était un point de vue sur l'album. « Nous avons eu cette drôle d'idée que Lonesome Dreams était une sorte de recueil de vieux contes d'aventure. C'est une sorte de collection de littérature de gare et nous voulions que les clips reflètent ça et aient ces mêmes sensations et styles », déclare Schneider dans une interview. Ils décident aussi de sortir une version théâtrale des vidéos. Après la sortie de cet album, le groupe est apparu au Tonight Show.
Le groupe publie ensuite un autre album studio, Strange Trails, le 6 avril 2015 au Royaume-Uni, et le 7 avril aux États-Unis. Il débute 23e du Billboard 200 et 1er des albums folk, et devient le 10e meilleur album vendu, avec 18 000 exemplaires.
Vide Noir, le troisième album sort le 20 avril 2018. Des tournées ont été organisées pour présenter celui-ci.
Sur leur page YouTube, le groupe a annoncé, le 14 octobre 2019, la sortie de leur film Vide Noir, The Film, prévu pour 2020.

## Culture populaire
The Night We Met est utilisée dans la première saison de la série 13 Reasons Why de Netflix, en tant que slow durant le bal où Clay Jensen et Hannah Baker dansent, puis lors du dernier épisode de la deuxième saison, cette fois chantée avec Phoebe Bridgers.
Cette musique est également utilisée dans  la série 9-1-1: Lone Star, dans l’épisode final de la saison 1.
Fool for Love est utilisée dans le premier épisode de la cinquième saison de Girls et dans Once Upon a Time.
Meet Me in The Woods est utilisée dans le premier épisode de la troisième saison de la série Titans.
Ends of the Earth apparaît dans l'épisode final de la série Community, ainsi que dans la série Longmire et le film Un amour sans fin. La chanson apparaît également dans la série Shameless (série télévisée, 2011).
Cinq de leurs chansons se retrouvent dans la bande-son du film A Walk in the Woods.
When the Night is Over est utilisée dans l'épisode 15 de la saison 3 de Chicago Med, lorsque le Dr Will Halstead et le Dr Connor Rhodes discutent dans un bar.
Moonbeam et Ancient Names Pt. 1 apparaissent dans l’épisode 15 de la saison 2 de Good Doctor.

## Membres

### Membres actuels
- Ben Schneider - guitare, chant
- Mark Barry - percussions, chant
- Miguel Briseño - basse, claviers, percussions
- Tom Renaud - guitare, chant

### Anciens membres
- Peter Mowry - guitare
- Andrès Echeverri - percussions, chant
- Brett Farkas - guitare, chant
- Karl Kerfoot - guitare, chant